# Liste des quais de Lyon
Cet article dresse une liste des quais de Lyon, en France. Il recoupe les odonymes comportant la mention du type de voirie « quai » et les autres voies longeant les cours d'eau du Rhône et de la Saône. Ces quais constituent une part importante des voies de Lyon :
- La route nationale 6 y passe sur rive droite du Rhône.
- La voie métropolitaine M7, ancienne autoroute A7, y passe aussi plus au sud.
- La route nationale 483 sur rive gauche du Rhône au niveau du quai Charles-de-Gaulle.
- Un grand nombre de départementales.

Les noms en italiques sont ceux de quais disparus, absorbés par le quai sous le nom duquel ils sont listés ; ou les noms de berges-promenades modernes qui longent certains quais.

## Rhône

### Rive droite
En rive droite du Rhône, les quais de Lyon sont précédés par ceux de la commune de Caluire-et-Cuire : le quai de Bellevue dès le débouché du tunnel de Bellevue, jumelé dans sa partie amont avec le quai Charles-Sénard jusqu'à la place Bellevue, puis dans sa partie aval avec le cours Aristide-Briand jusqu'à la limite intercommunale entre Lyon et Caluire-et-Cuire. Après la confluence avec la Saône (en rive droite), ils sont prolongés sur la commune de La Mulatière par le quai Pierre-Semard doublé de la voie métropolitaine M7, ancienne autoroute A7 avant son déclassement. 
Les voies suivant la rive droite du Rhône ne portent pas le nom de « quai » avant le quai de la Navigation puis le quai Georges-Lévy à Givors à environ 20 kilomètres au sud de Lyon.
- Cours d'Herbouville (depuis 1819[1])
  - Chemin Rater puis chemin de Saint-Clair[1]
- Quai André-Lassagne
  - Quai Saint-Clair
- Quai Jean-Moulin
  - Quai de Retz (du 1er septembre 1740[2] jusqu'au ?)
- Quai Jules-Courmont (depuis le 15 mai 1917[3])
  - Quai de l'Hôpital (jusqu'au 15 mai 1917[3])
- Quai du Docteur-Gailleton (depuis le 9 avril 1907[4])
  - Quai de la Charité (de 1773 jusqu'au Premier Empire[5] puis de nouveau pour la période 1830[5]-9 avril 1907[4])
  - Quai Napoléon (Premier Empire[5])
  - Quai d'Angoulême (Seconde Restauration[5])
  - Quai Monsieur en 1775, puis en 1815
- Quai Perrache (aménagement pendant la période 1771-1776[6])

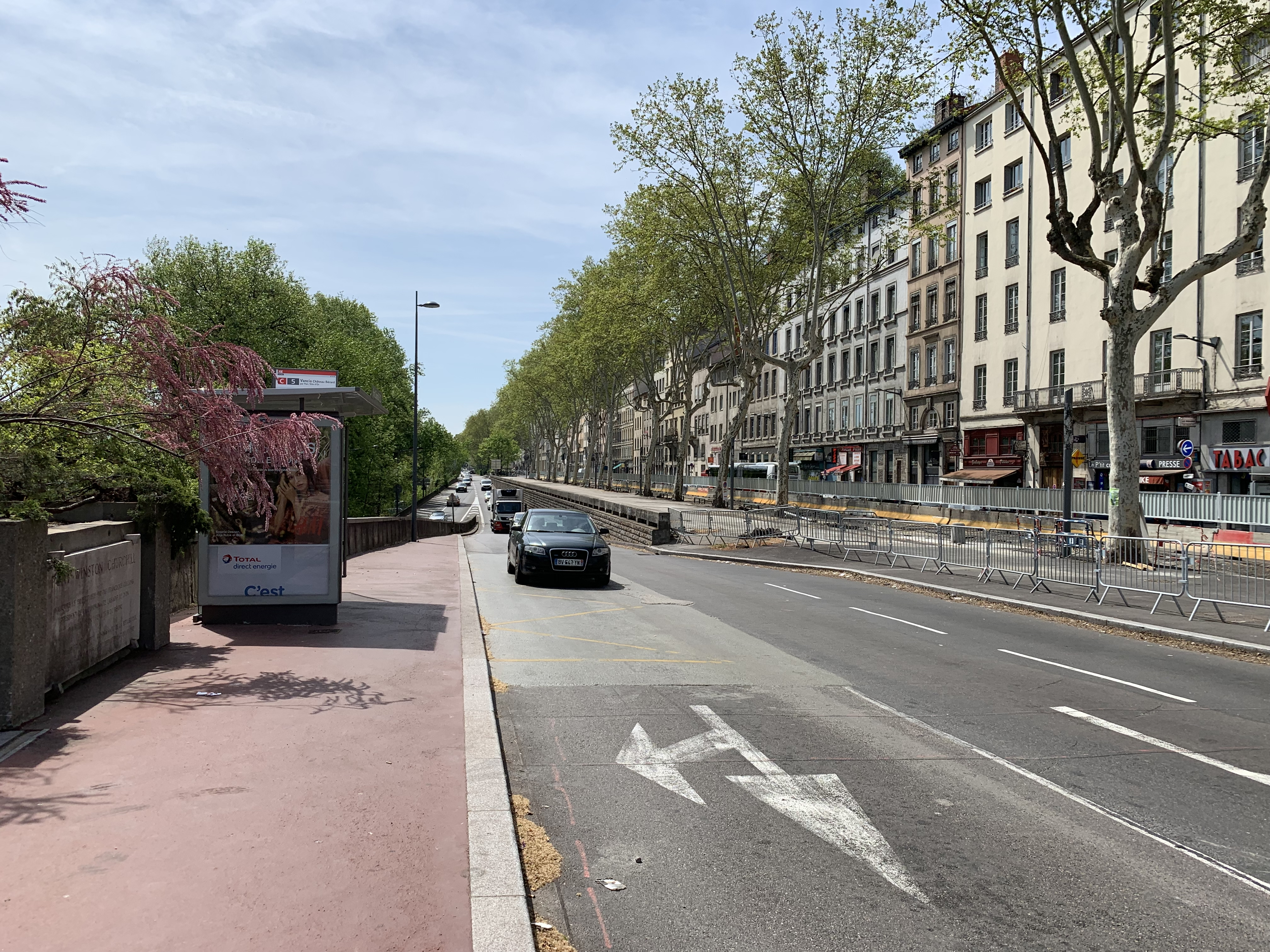
Le cours d'Herbouville en 2019.
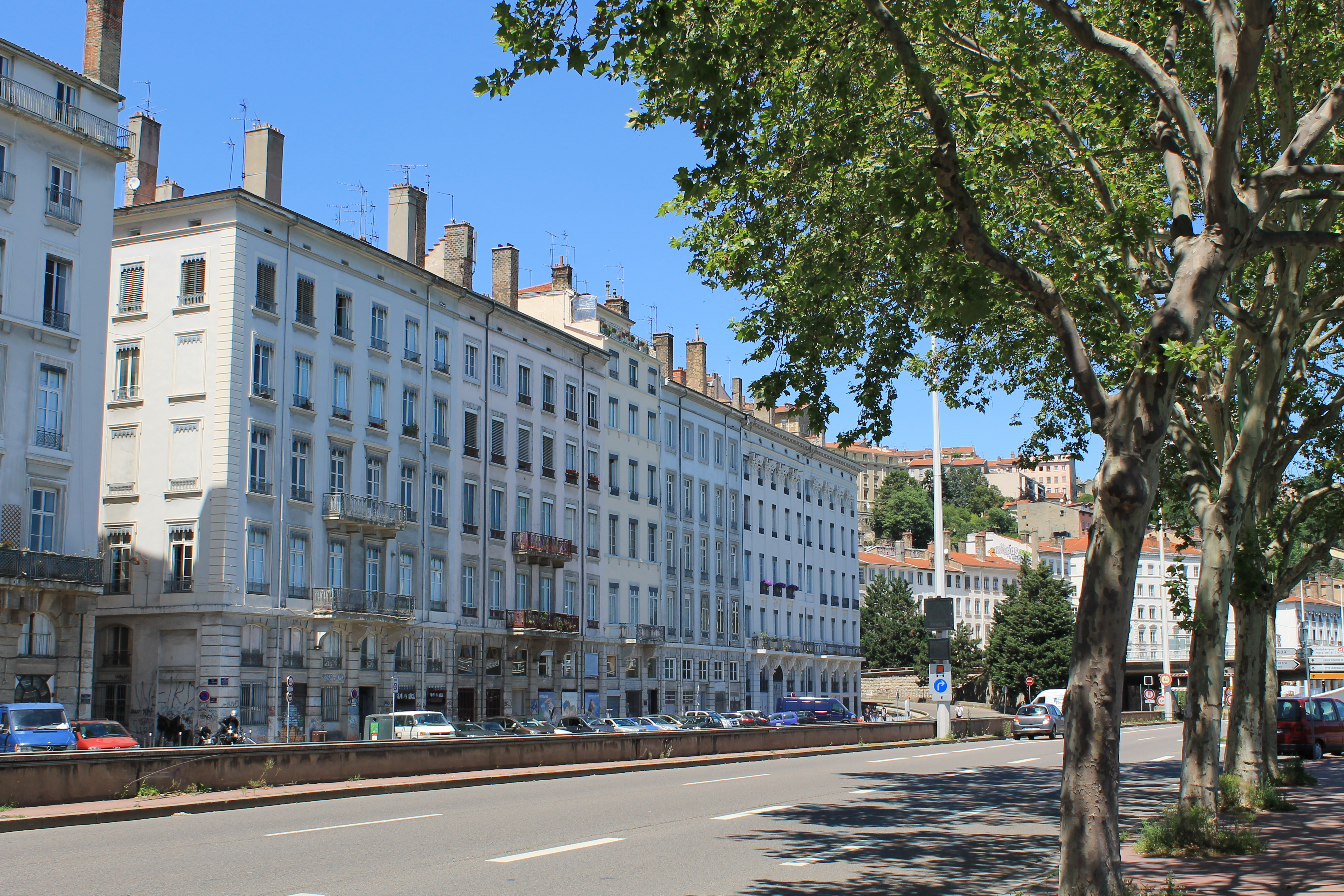
Le quai André-Lassagne et les immeubles Soufflot du XVIIIe siècle.
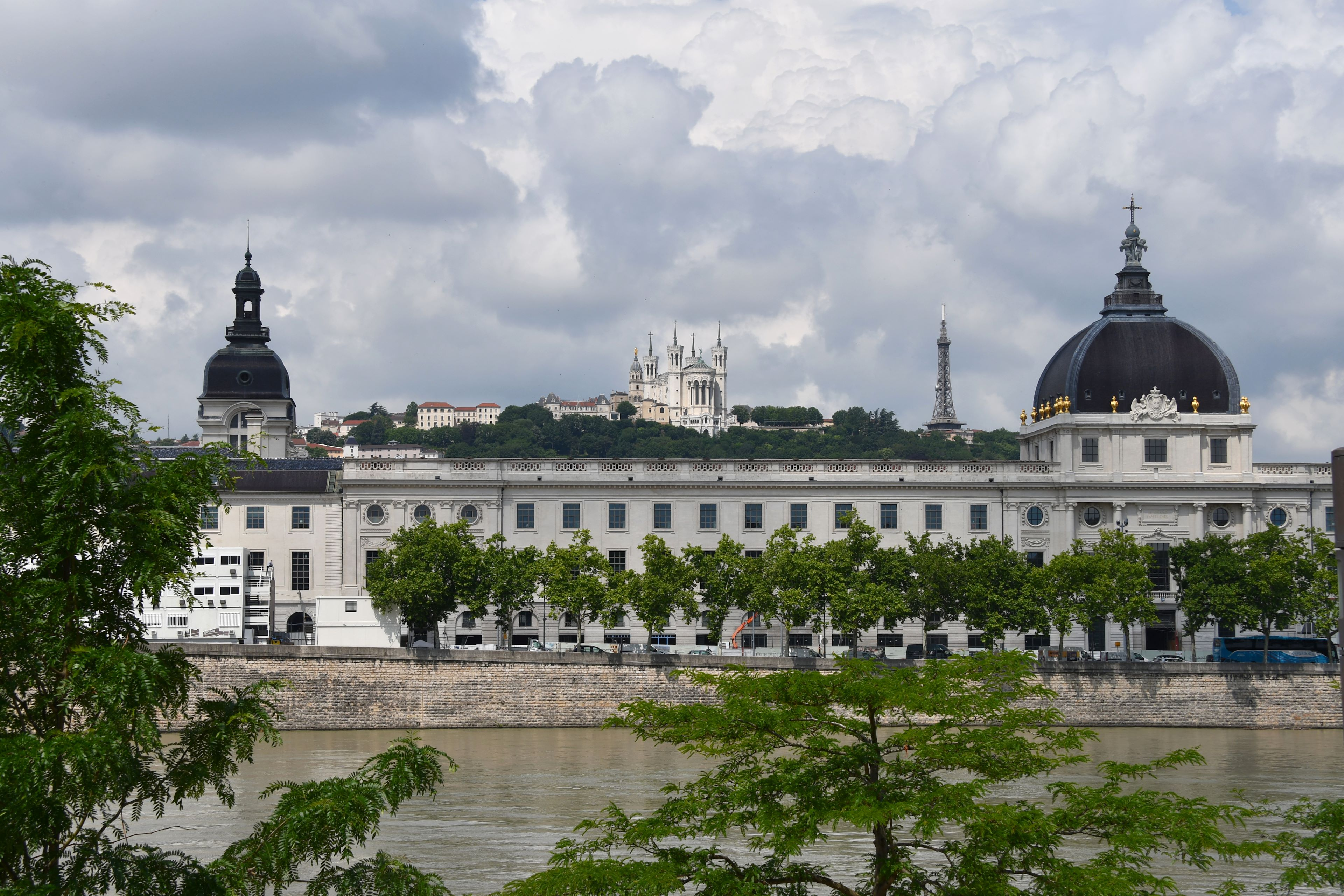
Le quai Jules-Courmont sur lequel donne la façade monumentale de l'Hôtel-Dieu de Lyon.

### Rive gauche
- Aménagement de la digue de la Tête-d'Or entre 1759 et 1769[7]
- Quai Charles-de-Gaulle
(Promenade du Bas Rhône)
  - Quai Achille-Lignon (disparu, devenu allée Achille-Lignon)
- Avenue de Grande-Bretagne
(Berge Clara-Campoamor)
- Quai de Serbie
- Quai du Général-Sarrail
(Berge Renata-Tebaldi)
- Quai Victor-Augagneur
(Berges Aletta-Jacobs et Melina-Mercouri)
  - Quai de la Guillotière
  - Quai Castellane
  - Quai Joinville
- Quai Claude-Bernard (depuis 1878[8])
(Berges Karen-Blixen et Anna-Lindh)
  - Quai du Prince-Impérial
  - Quai de la Vitriolerie
- Avenue Leclerc
(Berges Bertha-von-Uttner et du Rhône)
- Quai du Canada
- Quai Fillon[9]
- Quai de Beaucaire (sur le port Édouard-Herriot)

## Saône
Les quais de Lyon succèdent aux quais de la commune de Collonges-au-Mont-d'Or, d'amont en aval, au quai d'Illhaeusern, honorant la commune jumelée d'Illhaeusern, et au quai de la Jonchère. Ils précèdent, en aval du quai des Étroits, le quai Jean-Jacques-Rousseau, sur la commune de La Mulatière.

### Rive droite
- Quai Raoul-Carrié
- Quai Paul-Sédallian
  - Quai Jean-Jaurès
- Quai du Commerce
- Quai de la Gare-d'Eau
- Quai Jaÿr
- Quai Arloing
  - Quai de Vaise
  - Quai de l'Observance
- Quai Chauveau
- Quai Pierre-Scize
  - Quai de Bourgneuf
  - Quai de la Peyrollerie
    - Quai du Puits-de-Sel

  - Quai de Saint-Paul
  - Quai Dauphin
  - Quai de la Douane
- Quai de Bondy (aménagement depuis la période 1810-1814[10])
  - Rue de Flandre[10]
  - Rue de la Saulnerie[10]
- Quai Romain-Rolland (aménagement à partir de 1540[11])
  - Quai Humbert
  - Quai de la Baleine (aménagement à partir de 1540[11])
  - Quai de la Bibliothèque (du 25 octobre 1909[12] jusqu'à ?)
  - Quai de l'Archevêché (jusqu'au 25 octobre 1909[12]
- Quai Fulchiron (aménagement entre 1840 et 1861[13] ou en 1851[6])
- Quai des Étroits

### Rive gauche
Les quais de Lyon, en rive gauche de la Saône, succèdent au quai situé sur la commune de Caluire-et-Cuire, le quai Clemenceau. 
- Quai Joseph-Gillet
  - Quai de Serin
- Quai Saint-Vincent
  - successivement[14] :
    - Quai d'Halincourt
    - Quai Sainte-Marie-des-Chaînes
    - Quai de Neufville[Quand ?][Où ?]

  - Quai des Augustins
  - Quai Saint-Benoit[Quand ?][Où ?]
- Quai de la Pêcherie (aménagement à partir de 1828[6])
  - Rue de la Pêcherie
  - Quai de la Platière
  - Quai du Duc-de-Bordeaux[15]
  - Quai d'Orléans (après 1830[15])
- Quai Saint-Antoine (aménagement de la partie amont de 1711 à 1719 sous le nom de quai de Villeroi[16])
  - quai de Villeroy ou Villeroi (partie amont du quai dont l'aménagement court de 1711 à 1719[16])
  - port du Temple (partie en aval du quai, entre la rue du Petit-David et la rue du Port du Temple)
- Quai des Célestins (aménagement à partir de 1719[11])
- Quai Tilsitt
  - Quai de l'Arsenal
- Quai Maréchal-Joffre
  - Quai d'Occident
- Quai Rambaud coupé en son centre par la darse ou place nautique bordés des quais suivants :
  - Quai Arlès-Dufour
  - Quai Antoine-Riboud
- Sur l'ancienne gare d'eau, disparue et à l'emplacement approximatif de l'esplanade François-Mitterrand, deux quais disparus :
  - Quai du Dauphin
  - Quai de la Gare